# Вівсянка строкатоголова

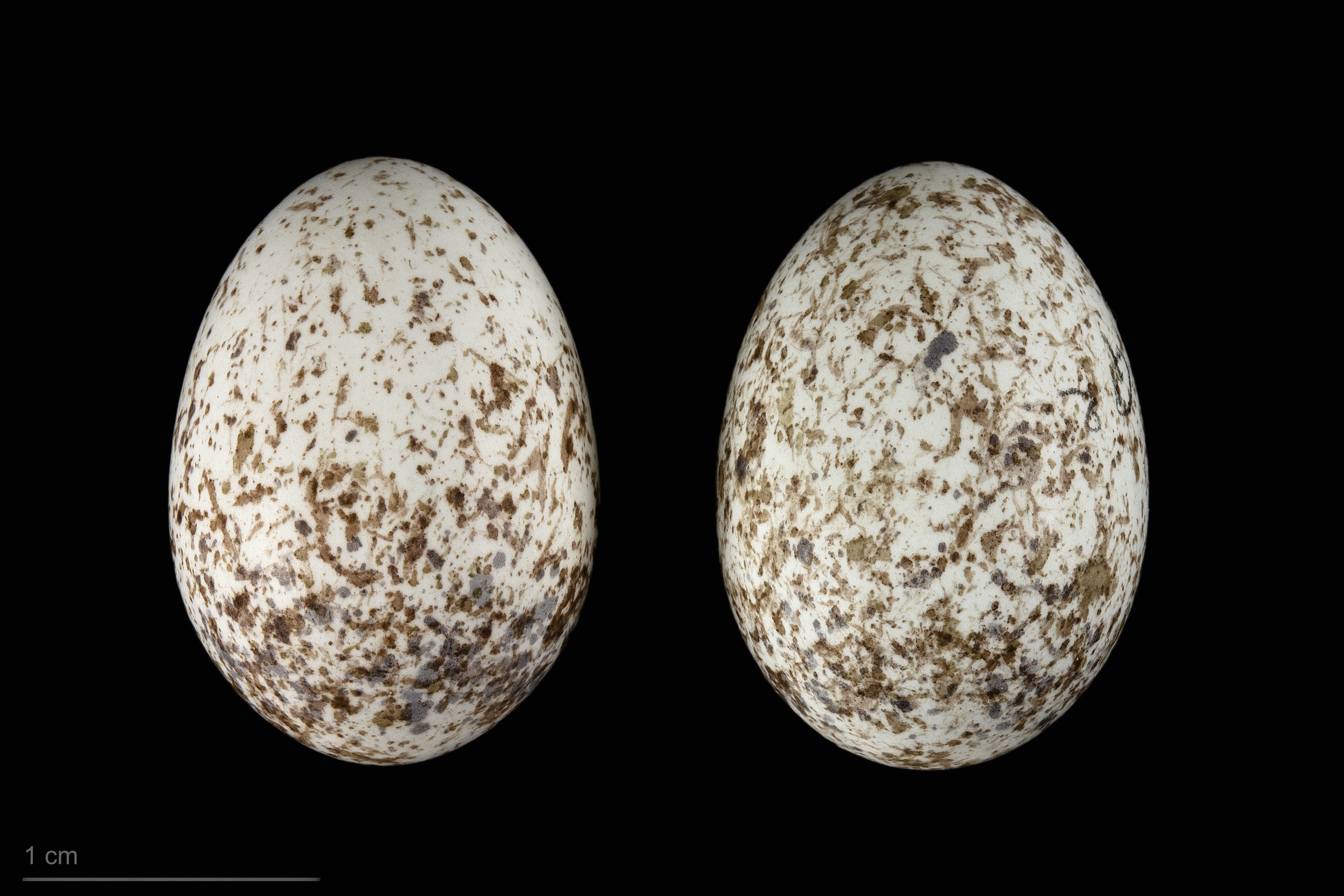
яйце Emberiza striolata - Тулузький музей

Вівсянка строкатоголова (Emberiza striolata) — вид горобцеподібних птахів родини вівсянкових (Emberizidae).

## Поширення
Вид поширений в Північній Африці та Західній Азії від Чаду на схід через Аравійський півострів до західної Індії.

## Опис
Дрібний птах, завдовжки до 14 см. Оперення буре, голова сіра з темними смужками і білими бровами та вусами. Голова у самиці сіра з легким коричневим відтінком, а смуги розмиті.

## Спосіб життя
Птах розмножується у ваді, зазвичай біля потоків. Гніздо має вигляд ямки у землі. Кладка складається з двох-чотирьох яєць. Інкубація триває 14 днів. Раціон складається з насіння, але молодняк годується дрібними комахами.

## Підвиди
Таксон містить три підвиди:
- Emberiza striolata striolata Північно-Східна Африка, Аравійський півострів, Іран, Пакистан, Індія
- Emberiza striolata saturatior високогір'я центрального Судану, Ефіопія і Кенія
- Emberiza striolata jebelmarrae нагір'я Марра (Судан)

Колишній підвид Emberiza striolata sahari, що поширений у західній частині Сахари, викоремлений у вид вівсянка сахарська (Emberiza sahari).